# Arnaut Danjuma
Arnaut Danjuma Groeneveld (Lagos, 31 de janeiro de 1997) é um futebolista profissional neerlandês nascido na Nigéria que atua como centroavante. Atualmente joga no Girona, emprestado pelo Villarreal, clube da La Liga. Nascido na Nigéria, ele representa a Seleção Neerlandesa de Futebol.
Após ter atuado como reserva para o Jong PSV na divisão Eerste Divisie, ele jogou pelos Nijmegen Eendracht Combinatie na mesma divisão. Arnaut também jogou pelo: Club Brugge Koninklijke Voetbalvereniging, na Belgian Pro League, e pelo A.F.C. Bournemouth, na Premier League e na EFL Championship. Logo depois da participação dele nesses clubes ele assinou um contrato com o Villarreal Club de Fútbol, por um valor estimado de 25 Milhões de euros, em 2021. Nascido na Nigéria e criado na Holanda, Danjuma estreou pela seleção holandesa em outubro de 2018, onde após três anos ele vou chamado de volta para a mesma seleção.

## Carreira no clube

### Início de carreira
Danjuma nasceu em Lagos, Nigéria, filho de pai holandês e mãe nigeriana. Após o divórcio de seus pais, ele acabou vivendo por um curto período de sua vida como um sem-teto, "Que vive nas ruas ou em abrigos públicos: pessoa sem-teto".
Após ter passado uma parte de sua vida em um ofanato, Arnaut, Ingressou PSV em 2008 vindo do TOP Oss.Fazendo sua estreia como jogador profissional, futebol, pelo Jong PSV na Eerste Divisie em 7 de dezembro de 2015 contra o NAC, onde após 65 minutos de uma derrota por 3 á 0 em casa, ele acabou substituindo Moussa Sanoh.
No verão de 2016, Danjuma assinou contrato com o NEC, onde deveria jogar pela segunda divisão do time. Em 10 de setembro, contra o seu ex-clube PSV, ele acabou por realizar a sua estreira e a sua primeira aparição na Eredivisie, onde o mesmo atuou como substituto para  Reagy Ofosu aos 85 minutos de partida, em uma derrota em casa por 4-0. Nas 16 partidas da sua primeira temporada, ele marcou apenas uma vez para abrir uma vitória por 2 a 0 no Heerenveen, no último dia da temporada, onde o time acabou por ser rebaixado aos playoffs.

### Clube Brugge
Em julho de 2018, Danjuma assinou um contrato com o Club Brugge. Ele fez sua estreia em 22 de julho na Supercopa da Bélgica de 2018,(2018 Belgian Super Cup), ajudando seu time na vitória por 2 a 1 contra o Standard Liège. Em 3 de outubro, ele conseguiu marcar um gol contra o Atlético de Madrid em uma partida onde o time dele fora derrotado por 3-1. Em sua única temporada completa na Primeira Divisão da Bélgica, ele marcou cinco gols, começando em 10 de agosto,realizando dois gols em casa contra o Kortrijk.

### AFC Bournemouth
Em 1º de agosto de 2019, Danjuma ingressou no AFC Bournemouth, por 13,7 milhões de euros, ( £ ), assinando um contrato de longo prazo. Ele fez sua estreia contra o Burton Albion na terceira rodada da EFL Cup, em 25 de setembro, como substituindo Dominic Solanke aos 61 minutos, nessa partida o seu time perdeu fora de casa por 2-0. Seu primeiro gol foi na vitória por 3–2 contra o Blackburn Rovers, em 12 de setembro de 2020.
Após dez contribuições de gols em um mês, Danjuma recebeu o prêmio de Championship Player of the Month, (Melhor Jogador do Mês da Championship), em abril de 2021. Ele recebeu o prêmio de Bournemouth Player do ano, logo após receber 40% dos votos por parte dos torcedores, derrotando por pouco Asmir Begović, que obteve 38% dos votos.

### Villarreal
Em 19 de Agosto de 2021, Danjuma entrou para a La Liga pelo clube Villarreal Club de Fútbol, por uma taxa que acredita-se estar na margem de 25 milhões de euros, o mesmo tem validade até Junho de 2026. Ele marcou seu primeiro gol para o time no dia 29 de Agosto, gerando um empate de 1-1 contra o Clube Atlético de Madrid. O seu primeiro gol da UEFA Champions League ocorreu em 14 de Setembro contra o clube Atalanta Bergamasca Calcio num jogo que resultou em empate, com placar final de 2-2. Em 19 de Fevereiro de 2022 ele conseguiu um Hat-Trick, em um contra o clube Granada, (Placar: 4-1), dois meses depois ele contribuiu com dois gols para uma vitória em casa contra os rivais locais de Valencia.
Danjuma marcous seis na Champions League na sua primeira season, (sessão), para o Villarreal Club de Fútbol. Seus dois gols na vitória contra Atalanta por 3 a 2, em 9 de Dezembro, colocaram o seu time nas oitavas de finais como vice campeões do grupo. Em 6 de Abril de 2022, ele marcou seu único gol, das quartas de final, contra o FC Bayern München no Estádio de La Cerámica. Ele acabou não participando da derrota para o Liverpool F.C. devido a um machucado em um de seus músculos.

#### Empréstimo para Tottenham Hotspur
Durante Janeiro de 2023, Danjuma estava preparado para retornar a Inglaterra e ingressar no Everton F.C., até que o Tottenham Hotspur F.C. acabou "sequestrando" o contrato. Em 25 de Janeiro de 2023, ele ingressou no Tottenham por empréstimo até o final da temporada. Três dias depois Danjuma foi adicionado ao time como substituto para jogar um jogo da FA Cup. Ele foi chamado do banco e estreio no time marcando um gol no vencido por 3-0 fora de casa contra o Preston North End F.C.. Ele marcou seu primeiro gol na Premier League em 15 de Abril de 2023 em uma derrota em casa por 3-2, para o Bournemouth. Tottenham confirmou o fim do empréstimo de Danjuma em 15 de Junho de 2023.

#### Empréstimo para o Everton
Em 23 de Julho de 2023, Danjuma se juntou ao Everton F.C., em um empréstimo com duração de uma temporada, vindo do Villarreal Club de Fútbol, conquistando a camisa de número 10.

## Carreira Internacional
Danjuma nasceu na Nigéria, filho de pai holandês e mãe Nigeriana, sendo elegível para qualquer equipe nacional. Ele foi primeiramente chamado pelo Dutch national team, (Time Nacional da Holanda), por Ronald Koeman em outubro de 2018. Ele fez a sua estreia em 13 de Outubro em uma vitória em casa por 3-0 contra a Alemanha, durante a UEFA Nations League, ele acabou entrando no jogo aos 68 minutos de partida substituindo o ex-companheiro do time Jong PSV Steven Bergwijn. Três dias depois, ele marcou seu primeiro gol internacional para forçar um empate de 1-1 fora de casa contra a Bélgica.
Após três anos sem nenhum prêmio, Danjuma retornou ao seu time como substituto para Cody Gakpo. Em 11 de Outubro de 2021 durante as qualificatórias da 2022 FIFA World Cup,(Copa do Mundo FIFA 2022), ele foi chamado do banco e e marcou um gol em uma vitória em casa contra  o Gibraltar, placar final 6-0.

## Vida Pessoal
Arnaut e Danjuma são os primeiros nomes do jogador, com ele descrevendo o último como seu nome nigeriano; ele também acaba por usar Adam como seu nome muçulmano. Ele foi criado como muçulmano, mas afirmou que não se tornou um muçulmano praticante até a idade adulta; ele comemora gols dizendo o Tahmid .

## Dados da Carreira

### Clube
| Clube                          | Season(Temporada) | Liga               | Liga      | Liga | Copa National | Copa National | Copa da Liga | Copa da Liga | Europa    | Europa | Other     | Other | Total     | Total |
| Clube                          | Season(Temporada) | Divisão            | Presenças | Gols | Presenças     | Gols          | Presenças    | Gols         | Presenças | Gols   | Presenças | Gols  | Presenças | Gols  |
| ------------------------------ | ----------------- | ------------------ | --------- | ---- | ------------- | ------------- | ------------ | ------------ | --------- | ------ | --------- | ----- | --------- | ----- |
| Jong PSV                       | 2015–16           | Eerste Divisie     | 1         | 0    | —             | —             | —            | —            | —         | —      | —         | —     | 1         | 0     |
| NEC                            | 2016–17           | Eredivisie         | 12        | 1    | 0             | 0             | —            | —            | —         | —      | 4         | 0     | 16        | 1     |
| NEC                            | 2017–18           | Eerste Divisie     | 28        | 11   | 2             | 2             | —            | —            | —         | —      | 0         | 0     | 30        | 13    |
| NEC                            | Total             | Total              | 40        | 12   | 2             | 2             | —            | —            | —         | —      | 4         | 0     | 46        | 14    |
| Club Brugge                    | 2018–19           | Belgian Pro League | 20        | 5    | 1             | 0             | —            | —            | 2         | 1      | 1         | 0     | 24        | 6     |
| Club Brugge                    | 2019–20           | Belgian Pro League | 1         | 0    | 0             | 0             | —            | —            | 0         | 0      | —         | —     | 1         | 0     |
| Club Brugge                    | Total             | Total              | 21        | 5    | 1             | 0             | —            | —            | 2         | 1      | 1         | 0     | 25        | 6     |
| AFC Bournemouth                | 2019–20           | Premier League     | 14        | 0    | 0             | 0             | 1            | 0            | —         | —      | —         | —     | 15        | 0     |
| AFC Bournemouth                | 2020–21           | Championship       | 33        | 15   | 2             | 0             | 0            | 0            | —         | —      | 2         | 2     | 37        | 17    |
| AFC Bournemouth                | Total             | Total              | 47        | 15   | 2             | 0             | 1            | 0            | —         | —      | 2         | 2     | 52        | 17    |
| Villarreal                     | 2021–22           | La Liga            | 23        | 10   | 0             | 0             | —            | —            | 11        | 6      | 0         | 0     | 34        | 16    |
| Villarreal                     | 2022–23           | La Liga            | 10        | 2    | 2             | 2             | —            | —            | 5         | 2      | —         | —     | 17        | 6     |
| Villarreal                     | Total             | Total              | 33        | 12   | 2             | 2             | —            | —            | 16        | 8      | 0         | 0     | 51        | 22    |
| Tottenham Hotspur (Empréstimo) | 2022–23           | Premier League     | 9         | 1    | 2             | 1             | —            | —            | 1         | 0      | —         | —     | 12        | 2     |
| Everton (Empréstimo)           | 2023–24           | Premier League     | 0         | 0    | 0             | 0             | 0            | 0            | —         | —      | —         | —     | 0         | 0     |
| Total da Carreira              | Total da Carreira | Total da Carreira  | 151       | 45   | 9             | 5             | 1            | 0            | 19        | 9      | 7         | 2     | 187       | 61    |

1. ↑  Includes KNVB Cup, Belgian Cup, FA Cup, Copa del Rey
2. ↑  Includes EFL Cup
3. ↑  Appearances in Eredivisie relegation play-offs
4. 1 2 3  Appearances in UEFA Champions League
5. ↑  Appearance in Belgian Super Cup
6. ↑  Appearances in Championship play-offs
7. ↑  Appearances in UEFA Europa Conference League

### Internacional
Atualizado até a partida jogada em 26 de Março de 2022
| Time Nacional | Ano   | Presenças | Gols |
| ------------- | ----- | --------- | ---- |
| Netherlands   | 2018  | 2         | 1    |
| Netherlands   | 2021  | 3         | 1    |
| Netherlands   | 2022  | 1         | 0    |
| Total         | Total | 6         | 2    |

Na partida jogada em 11 de Outubro de 2021. Marcações da Holanda são listadas primeiro. A coluna de marcações indica a pontuação antes de cada gol de Danjuma.
| Nu. | Data            | Local                                    | Cap | Oponente  | Pontuação | Resultado | Competição                        |
| --- | --------------- | ---------------------------------------- | --- | --------- | --------- | --------- | --------------------------------- |
| 1   | 16 October 2018 | King Baudouin Stadium, Brussels, Belgium | 2   | Bélgica   | 1–1       | 1–1       | Friendly                          |
| 2   | 11 October 2021 | De Kuip, Rotterdam, Netherlands          | 3   | Gibraltar | 5–0       | 6–0       | 2022 FIFA World Cup qualification |

## Honras
Clube Brugge
- Belgian Super Cup: 2018[14]

Individual
- Championship Player of the Month: April 2021[10]
- AFC Bournemouth Player of the Year: 2020–21[11]